# Camuñas (kommun)
Camuñas är en kommun i Spanien.   Den ligger i provinsen Toledo och regionen Kastilien-La Mancha, i den centrala delen av landet, 120 km söder om huvudstaden Madrid. Antalet invånare är 1 886.